# 김희덕 (1954년)
김희덕(중국어 정체자: 金熙德, 병음: Jin Xi De (진시더), 1954년 ~ )은 중화인민공화국 지린성 옌지 시 출신의 대학 교수로, 조선족 출신이다.

## 생애 및 경력
1982년 1월, 옌볜 대학 정치과학부를 졸업하였으며, 이후 도쿄 대학 국제정치학부와 코네티컷 대학교를 졸업하였다.
현재 중국 사회과학원 일본연구소 부소장을 맡고 있으며, 연구원, 교수, 박사 학위 지도 교수 활동을 하고 있다. 중국 아시아 태평양 학회의 부비서장을 겸임하고 있으며, 중화 일본 학회의 관리 이사로 활동하고 있다. 또한, 중화인민공화국 국무원의 특별 수당 및 인증서를 관리하는 역할을 수행하고 있다.
그는 동북아시아의 정치와 경제 분야에 종사하고 있으며, 조선민주주의인민공화국에 대한 문제의 전문가이기도 하며, 김정일과 전화 통화를 하는 몇 안 되는 외국인이기도 하다.
2009년 그는 김정일의 건강 관련 기밀을 대한민국 정부에 누설했다는 혐의를 받고 베이징 당국에 구금되었다.